# Mena Massoud
Mena Massoud (tiếng Ả Rập Ai Cập: مينا مسعود; sinh ngày 17 tháng 9 năm 1991) là một diễn viên người Canada. Anh được biết đến qua vai diễn Aladdin trong phiên bản làm lại của Aladdin. Anh cũng tham gia vào một số bộ phim truyền hình, vai diễn của anh bao gồm Jared Malik trong loạt phim Canada Open Heart (2015) và Tarek Kassar trong loạt phim Amazon Prime, Jack Ryan.

## Tiểu sử
Massoud sinh ra ở Cairo, Ai Cập với cha mẹ Kitô giáo Chính thống Coplic Ai Cập. Khi còn trẻ, gia đình anh di cư sang Canada. Anh lớn lên ở Markham, Ontario, nơi anh học trường trung học Công giáo St. Brother André. Anh là người thuần chay và là người sáng lập của chương trình du lịch thực phẩm dựa trên thực vật Evolving Vegan.